# Батюк (город)

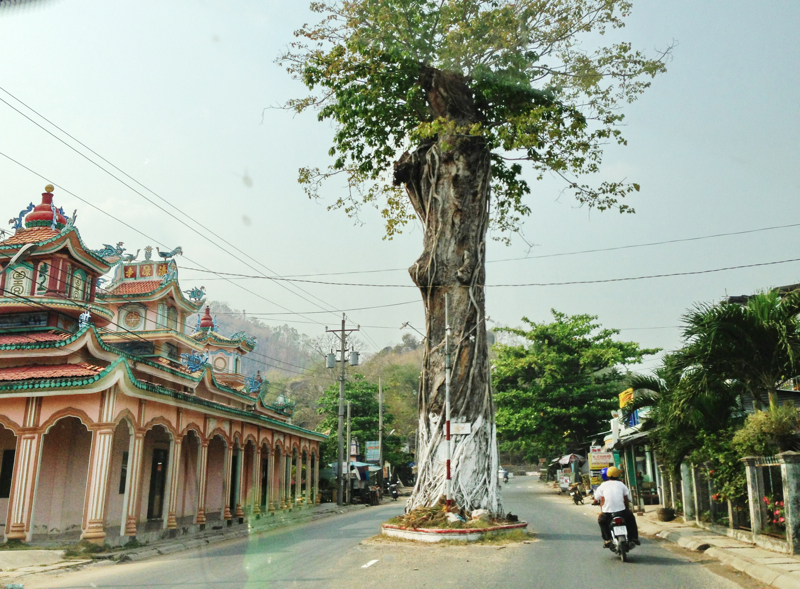
Батюк

Батюк (вьет. Ba Chúc) — город в уезде Читон провинции Анзянг в дельте Меконга во Вьетнаме.
Во время войны во Вьетнаме деревня привлекла внимание американской общественности, когда в «The New York TImes» появилась статья о том, что офицеры армии Южного Вьетнама и их американские советники заставили местных жителей обезвредить наземные мины, установленные подразделениями Вьетконга.
В 1978 году в деревне подразделениями Красных кхмеров была устроена резня, в которой погибло примерно 3157 мирных жителей.